# Cortlandt (New York)
Pour les articles homonymes, voir Cortlandt.
Cortlandt est une ville américaine du comté de Westchester dans l'État de New York.

## Géographie
La commune borde le Fleuve Hudson et la ville de Peekskill.